# Andrea Vochieri
Andrea Vochieri (Alessandria, 15 gennaio 1796 – Alessandria, 22 giugno 1833) è stato un patriota italiano.

## La vita
Dopo aver svolto gli studi classici nella città natale, si iscrisse all'Università di Torino, dove si laureò in legge. Tornato ad Alessandria, cominciò ad esercitare l'attività di avvocato. Entrato in contatto fin dai tempi dell'università con esponenti delle idee liberali di stampo mazziniano, cominciò ben presto a manifestare le proprie idee, partecipando attivamente ai moti del 1821. Costretto ad abbandonare gli stati sabaudi, si rifugiò a Barcellona.

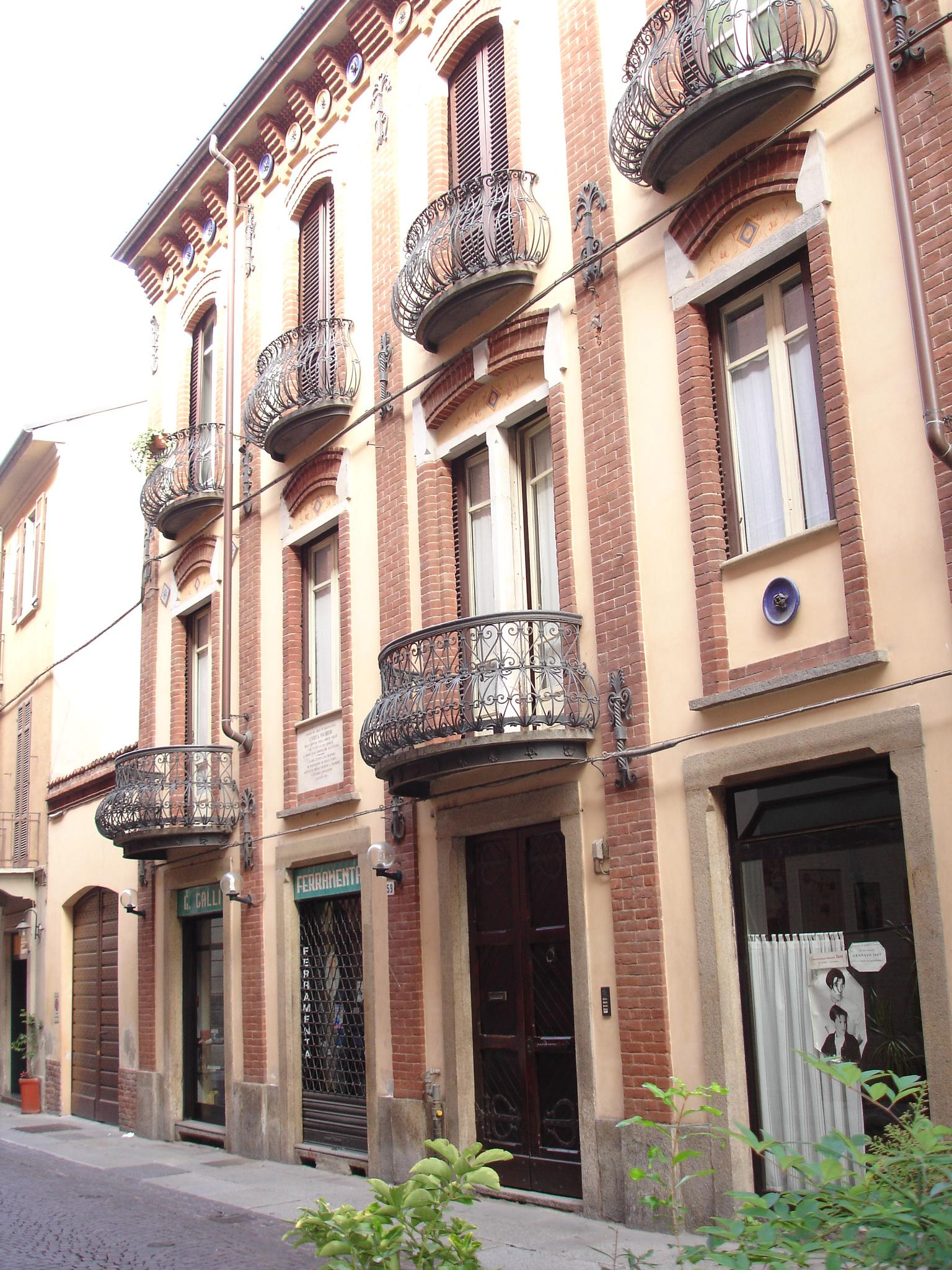
La casa natale del patriota in via Vochieri ad Alessandria.

Rientrato in Italia nel 1823, in seguito aderì ancora più approfonditamente alle idee mazziniane, entrando a far parte della Giovine Italia sin dalla sua fondazione. Scoperta la sua attività di proselitismo, rivolta in particolare alle truppe dell'esercito della Regia Armata Sarda, fu arrestato il 1º maggio 1833. All'interno della Cittadella di Alessandria vi è la cella dove venne rinchiuso, dotata di catene per i piedi attaccate al muro.
 Sottoposto a un processo sommario, nonostante fosse un civile, fu giudicato da una corte marziale e condannato alla pena capitale mediante fucilazione il 20 giugno. La sentenza venne eseguita due giorni dopo.

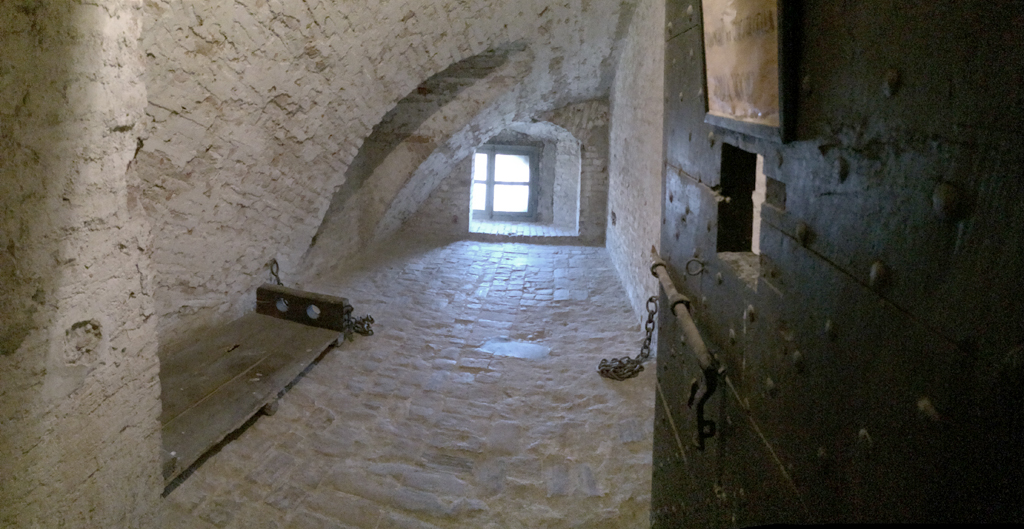
Cella di Andrea Vochieri all'interno del Palazzo del Governatore della Cittadella di Alessandria

Il suo testamento spirituale fu una lettera trovata nella sua cella, che diceva: 
( Guglielmo Schiavina, Carlo A. Valle, Annali di Alessandria, Alessandria, Stamperia Barnabè e Borsalino, 1861,  p. 836.)